# James Madison Porter
James Madison Porter (Norristown, 6 de enero de 1793-Easton, 11 de noviembre de 1862) fue un abogado, militar y político estadounidense, que se desempeñó como Secretario de Guerra de los Estados Unidos entre 1843 y 1844.

## Biografía

### Primeros años y carrera militar
Nació en enero de 1793 en la finca de su padre en Pensilvania. Era hijo del general Andrew Porter, participante en la guerra de independencia, y de Elizabeth Parker Porter.
Recibió su educación temprana en su hogar y posteriormente asistió a la Academia Norristown. Comenzó a estudiar derecho en Lancaster (Pennsylvania) en 1809. Se unió a su hermano, Robert Porter (posteriormente juez), para estudiar derecho en Reading (Pensilvania).
Comenzó su carrera militar en 1809 como empleado de oficina a petición de su padre, que en ese momento se desempeñaba como Topógrafo General de Pensilvania. En el marco de la guerra anglo-estadounidense de 1812, se instaló en Filadelfia en 1813 cuando se difundieron rumores de un ataque británico. Allí organizó unidades de milicias a lo largo del río Delaware.
Su servicio militar cesó a su llegada a Easton (Pensilvania) en 1818, donde se desempeñó como fiscal general adjunto para el condado de Northampton.

### Carrera política
En 1838, fue elegido miembro de la Asamblea General de Pensilvania para ayudar a reformar la constitución del estado, siendo miembro del comité sobre la carta de derechos.
En 1843 el presidente John Tyler lo nombró Secretario de Guerra de los Estados Unidos, de forma interina, con la esperanza de que después de un tiempo, el Senado aprobaría la nominación, que finalmente no ocurrió, ya que recibió solo tres votos favorables. Porter solo pudo estar en el cargo por once meses. La situación se debió a las malas relaciones con Tyler con los senadores del partido Whig. Porter renunció a su comisión y regresó a Easton.
En 1849 fue elegido para la Cámara de Representantes de Pensilvania, dejando la legislatura después de solo un año. Desde 1853 hasta 1855, se desempeñó como presidente del tribunal del 22.° distrito judicial que incluía los condados de Wayne, Pike, Monroe y Carbon. Se retiró a los 63 años debido a problemas de salud.

### Carrera empresarial
Fue el primer presidente de los ferrocarriles de Delaware, Lehigh, Schuylkill y Susquehanna, en 1847; compañía que se convirtió en el ferrocarril de Lehigh Valley en 1853. También fue presidente de la compañía Belvidere Delaware Railroad, que ahora es parte de Pennsylvania Railroad, y Easton Delaware Bridge Company. Bajo su administración se abrió la línea original en 1855, que recorría desde Easton hasta Mauch Chunk.
Además invirtió en la industria de recursos naturales. Organizó una compañía llamada Northampton Quarry Company en 1817 para comprar y trabajar una cantera de pizarra cerca de la orilla del río Delaware en Upper Mount Bethel County. Para la década de 1830, la compañía había ampliado su alcance y pasó a llamarse Pennsylvania Slate Company. Además, tenía inversiones similares en canteras de piedra caliza, minas de carbón y algunas minas que implicaban la extracción de mineral de hierro.
Por otra parte, fundó la caja de ahorros conocida como el Dime Savings Institute of Easton que floreció durante algunos años hasta que se incorporó a un banco regional más grande, y fue un creador del Instituto de Agricultores y Mecánicos de Easton.